# 179
179 (сто седемдесет и девета) година по юлианския календар е невисокосна година, започваща в четвъртък. Това е 179-а година от новата ера, 179-а година от първото хилядолетие, 79-а година от 2 век, 9-а година от 8-о десетилетие на 2 век, 10-а година от 170-те години. В Рим е наричана Година на консулството на Аврелий и Вер (или по-рядко – 932 Ab urbe condita, „932-ра година от основаването на града“).

## Събития
- Консули в Рим са Луций Аврелий Комод и Публий Мартий Вер.
- Построен е римския форт Кастра Регина („крепост на река Реген“) на мястото на съвременния Регенсбург, на десния бряг на река Дунав в Германия.
- Римски легионери от II Спомагателен легион издълбават на скала край днешния замък на Тренчин Словакия името на града Laugaritio, което отбелязва най-северната точка на римско присъствие в тази част на Европа.
- Марк Аврелий отблъсква маркоманите зад Дунав и укрепва границата. За да засели и възстанови опустошената Панония, Рим позволява на първите германски колонисти да навлязат в контролираната от Римската империя територия.
- Абгар IX Велики става цар на Едеса.
- Когукчхон наследява баща си Шинде като владетел на Когурьо.